# Discursul lui Winston Churchill de la Zürich
Discursul lui Winston Churchill de la Zürich a fost unul din cele mai importante discursuri ale lui Winston Churchill. Acesta a fost un discurs memorabil în care britanicul și-a expus la 19 septembrie 1946 în aula Universității din Zürich viziunea privind crearea unei Uniuni Europene pe care el a explicat-o drept „înființarea unui fel de Statele Unite ale Europei” și, a fost considerat de foarte mulți istorici și jurnaliști drept punctul de plecare al mișcării europene de după Al Doilea Război Mondial.

## Discursul
Churchill a început acest discurs cu o frază care a rămas în istorie: 
„Doresc să vă vorbesc astăzi despre tragedia Europei”
. El a descris stadiul dezastruos în care a ajuns continentul datorită războaielor și a arătat și o soluție care ar face ca Europa, în câțiva ani, 
„să fie la fel de liberă și fericită cum e Elveția”
. Soluția respectivă ar fi fost în concepția lui crearea unei Europe unite 
„Trebuie să construim un fel de Statele Unite ale Europei”
. A prezentat  această idee ca singura metodă prin care cetățenii Europei pot să-și recâștige 
„simplele plăceri și speranțe care fac viața să merite a fi trăită”
. Procesul de creare a acestei Europe unite a fost descris într-un mod simplu de către fostul Prim Ministru: 
„Tot ce trebuie e ca sute de milioane de bărbați și femei să facă bine în loc de rău și să primească ca răsplată binecuvântări în loc de blesteme.”
. Churchill a surprins propunând un parteneriat între Franța și Germania deoarece 
„nu poate există o reînviere a Europei fără o Franța puternică spiritual și o Germania puternică spiritual.”
 Avertizând asupra pericolului unui război atomic, acesta a afirmat că respectivul pericol ar fi minimizat mult în viziunea sa, de o Uniune a Statelor Europene. În final, fostul premier a făcut o recapitulare a ideilor prezentate în discurs:
„
- Țelul nostru constant trebuie să fie fortificarea forței Națiunilor Unite. Sub și în cadrul acestui concept trebuie să recreăm familia europeană într-o structură regională numită – probabil – Statele Unite ale Europei și primul pas practic ar fi formarea unui Consiliu al Europei.
- Dacă la început nu toate statele vor fi dispuse sau capabile să se alăture unei uniuni, trebuie să le adunăm pe cele care vor și care pot să participe.
- Salvarea tuturor oamenilor de rând din toate țările și de toate rasele de război și de subjugare trebuie să aibă o fundație puternică, și trebuie creată de hotărârea tuturor bărbaților și femeilor de a muri mai degrabă decât să trăiască sub tiranie.
- În toate aceste chestiuni urgente, Franța și Germania trebuie să preia conducerea împreună. Marea Britanie, Commonwealth-ul Britanic, puternică America și – sper – Rusia sovietică – pentru că atunci, cu adevărat, totul va fi bine – trebuie să fie prietenii și susținătorii noii Europe și trebuie să se lupte pentru dreptul ei de a trăi.
- Așa că vă spun vouă: Lăsa-ți Europa să se ridice !”